# 랴오베이성

랴오베이성의 위치

랴오베이성(한국어: 요북성, 중국어: 遼北省, 병음: Liăobĕi shěng)은 중국 대륙 동북부의 쑹랴오 평원 서부에 존재하던 중화민국 시대의 행정 구역이다. 면적은 121,624 km2이고 인구는 1947년 당시 4,904,399명이었다.
1945년 일본의 패전과 함께 만주국이 붕괴하면서 9월 4일에 국민 정부가 랴오베이성장을 임명하였다. 1947년 6월, 국민 정부는 동북 9성의 행정 구역을 규정하는 《둥베이 신성구 방안》을 공포해, 만주국의 쓰핑성(四平省) 및 싱안총성(興安総省) 싱난 지구의 대부분과 쑹장성(松江省)의 일부를 포함하는 랴오베이성을 설치했다. 성도는 랴오위안 시로 하였고 이하로 1시 18현 6기를 관할했다. 1949년 중화인민공화국의 건국과 함께 랴오베이성은 폐지되어 현재 랴오닝성, 지린성, 내몽골 자치구를 이루고 있다.